# 黃煦
黃煦，江西省南丰县人，清朝政治人物，進士出身。
同治四年（1865年），登進士，改庶吉士。光绪十四年八月初一（1888年9月6日），由湖广道监察御使调任廣西學政。